# Mycosphaerella hedericola
Mycosphaerella hedericola är en svampart som först beskrevs av Jean Baptiste Desmazières, och fick sitt nu gällande namn av Gustav Lindau 1897. Mycosphaerella hedericola ingår i släktet Mycosphaerella och familjen Mycosphaerellaceae.  Arten är reproducerande i Sverige. Inga underarter finns listade i Catalogue of Life.